# 1,2-Dichlor-3-nitrobenzol
1,2-Dichlor-3-nitrobenzol ist eine chemische Verbindung aus der Gruppe der aromatischen Nitroverbindungen.

## Gewinnung und Darstellung
1,2-Dichlor-3-nitrobenzol kann durch Nitrierung von o-Dichlorbenzol synthetisiert werden, wobei 1,2-Dichlor-4-nitrobenzol das Hauptprodukt dieser Reaktion ist.

## Eigenschaften
1,2-Dichlor-3-nitrobenzol ist ein brennbarer schwer entzündbarer kristallin hellgelber Feststoff mit charakteristischem Geruch, der praktisch unlöslich in Wasser ist. Er zersetzt sich bei Erhitzung, wobei Chlorwasserstoff und nitrose Gase entstehen.

## Verwendung
1,2-Dichlor-3-nitrobenzol wird als Zwischenprodukt zur Herstellung von anderen Chemikalien verwendet.